# Geinella trapezicollis
Geinella trapezicollis es una especie de insecto coleóptero de la familia Chrysomelidae.
Fue descrita científicamente en 2001 por Warchalowski.